# Senare Jin (936–947)
Senare Jin (kinesiska: 后晋, Hòu Jìn) var en kortlivad kinesisk dynasti år 936 till 947 under tiden för De fem dynastierna och De tio rikena.
Dynastin grundades av rebelledaren Shi Jingtang (892-942) som var svärson till Senare Tangs kejsare Mingzong. Med hjälp från Khitanerna störtade Shi Jingtang Senare Tang och skapade Senare Jin. Den nya dynastin kontrollerade de norra kinesiska territorierna som tidigare hölls av Senare Tang förutom de strategiska Sexton prefekturerna (燕云十六州).  De Sexton prefekturerna, som idag är norra Shanxi och Hebei, överläts till Khitanernas Liaodynastin som hade stort inflytande över Senare Jind. Senare Jins huvudstad var Bian (汴京) (dagens Kaifeng)
Shi Jingtang efterträddes efter sin död 942 av sin brorson Shi Chonggui. Shi Chonggui utmanade de mäktiga Khitanerna, vilket ledde till fyra år av krig som slutade med att Senare Jin erövrades av Liaodynastin och gick under 946/947.